# Ricardo Lavié
Ricardo Lavié (conocido como Ricardo Machado en su faceta de artista plástico) (Buenos Aires, 5 de octubre de 1922 - Buenos Aires, 6 de abril de 2010) fue un actor argentino de radio, cine, teatro y televisión cuyo verdadero nombre era Ricardo Eloy Machado. Estuvo casado con la actriz Noemí Laserre y la hija de ambos fue la también actriz Estela Molly (1943-2017). Era hermano del actor Rodolfo Machado y tío paterno de Juan Ignacio Machado.

## Actividad profesional
Comenzó su trabajo actoral en 1947 en Radio Splendid en radioteatros escritos por Nené Cascallar y se recuerdan sus actuaciones en pareja con Alba Castellanos y también con Beatriz Taibo. Acompañó a actores de radioteatro muy populares entonces como Oscar Casco y Nydia Reynal.
Su debut en cine fue en el filme Juan Globo de 1949, protagonizada por Luis Sandrini y Elina Colomer. Luego siguieron otras películas, entre las que se cuentan La barra de la esquina, Captura recomendada, La comedia inmortal y El túnel. 
También frecuentó los escenarios teatrales y entre sus actuaciones se recuerda sus participaciones en La pulga en la oreja, Ocúpate de Amelia, Una noche a la italiana, Barranca Yaco, Un hombre cabal y 20 años de amor. Junto quien fuera su esposa, Noemí Laserre actuó en el Teatro Nacional Cervantes en La dama boba y al lado de su hermano Rodolfo Machado lo hizo en la obra La noche de la basura. 
En televisión trabajó en comedias y teleteatros recordándose su paso por Porcelandia,donde junto a Beto Gianola y Jorge Porcel, hacían un trío de gauchos; otras participaciones fueron en Matrimonios... y algo más, Brigada Cola, Gente como la gente, Andrea Celeste, El Rafa, Chiquititas,  la miniserie El sátiro (1963), Ellos dos y alguien más (1962) y El último pecado (1962).
En 1956 comenzó a estudiar pintura con Emilio Carpanelli y, más adelante, lo hizo con Leopoldo Presas y este arte pasó a ocupar un papel central en su vida artística. Decía Lavié: "Detrás del actor siempre está el pintor. En la pintura encuentro mi mejor ventana para decir qué pienso, qué puedo y debo decir. Y si el teatro constituye el más mínimo obstáculo para mi otra vida, seré pintor. Diré adiós al teatro"
Llegó a ser un reconocido artista plástico autor de óleos y acrílicos no figurativos, un colorista nato que jugaba poderosamente con los misterios de la imaginación que exhibió sus obras  en salones internacionales. 
Sus restos descansan en el panteón de la Asociación Argentina de Actores del cementerio de la Chacarita.

## Filmografía
- La increíble historia de Asterión y Clotilda (2003) .... Asterión
- Pasaje al paraíso (2003) .... Ángel
- La clínica loca (1988)
- Mujer-Mujer (1987) .... (episodio El coche tapizado de rosa)
- Luna caliente (1985) (voz)
- Todo o nada (1984)
- La rabona (1979)
- La obertura (1977)
- La gran aventura (1974)
- Porcelandia (1974) Serie
- El picnic de los Campanelli (1972)
- Estoy hecho un demonio (1972)
- Pimienta y Pimentón (1970)
- Pimienta (1966) .... Doctor Peña
- El mago de las finanzas (1962)
- Dos basuras (1958)
- Isla hechizada (1955)
- El túnel (1952)
- La comedia inmortal (1951)
- Captura recomendada (1950)
- La barra de la esquina (1950)
- Juan Globo (1949)

## Televisión
- Pone a Francella (2002)- Invitado especial
- Chiquititas (1998) Don Michel Berenguer, (1999) Joaquín Maza
- Como pan caliente (1996) Serie .... Fermín
- Chiquilina mía (1991) Serie.... Padre Julián
- Brigada cola (1990) Serie
- Gente como la gente (1985-1987) Serie
- Matrimonios y algo más (1982-1987) Serie. Personaje "El Señor Interventor"
- Ese hombre prohibido (1986) Novela
- El hombre que amo (1986) Serie .... Beto
- Momento de incertidumbre (1985) Serie (episodios desconocidos)
- Historia de un trepador (1984) Serie .... Bruno
- El Rafa (1981) Serie.... Pascual
- Andrea Celeste (1979) Serie.... Fernando (episodios desconocidos)
- Porcelandia (1974) Programa cómico con Jorge Porcel, Diana Maggi, Beto Gianola.
- El sátiro (1963) miniserie
- Ellos dos y alguien más (1962)
- El último pecado (1962)